# Ailleux

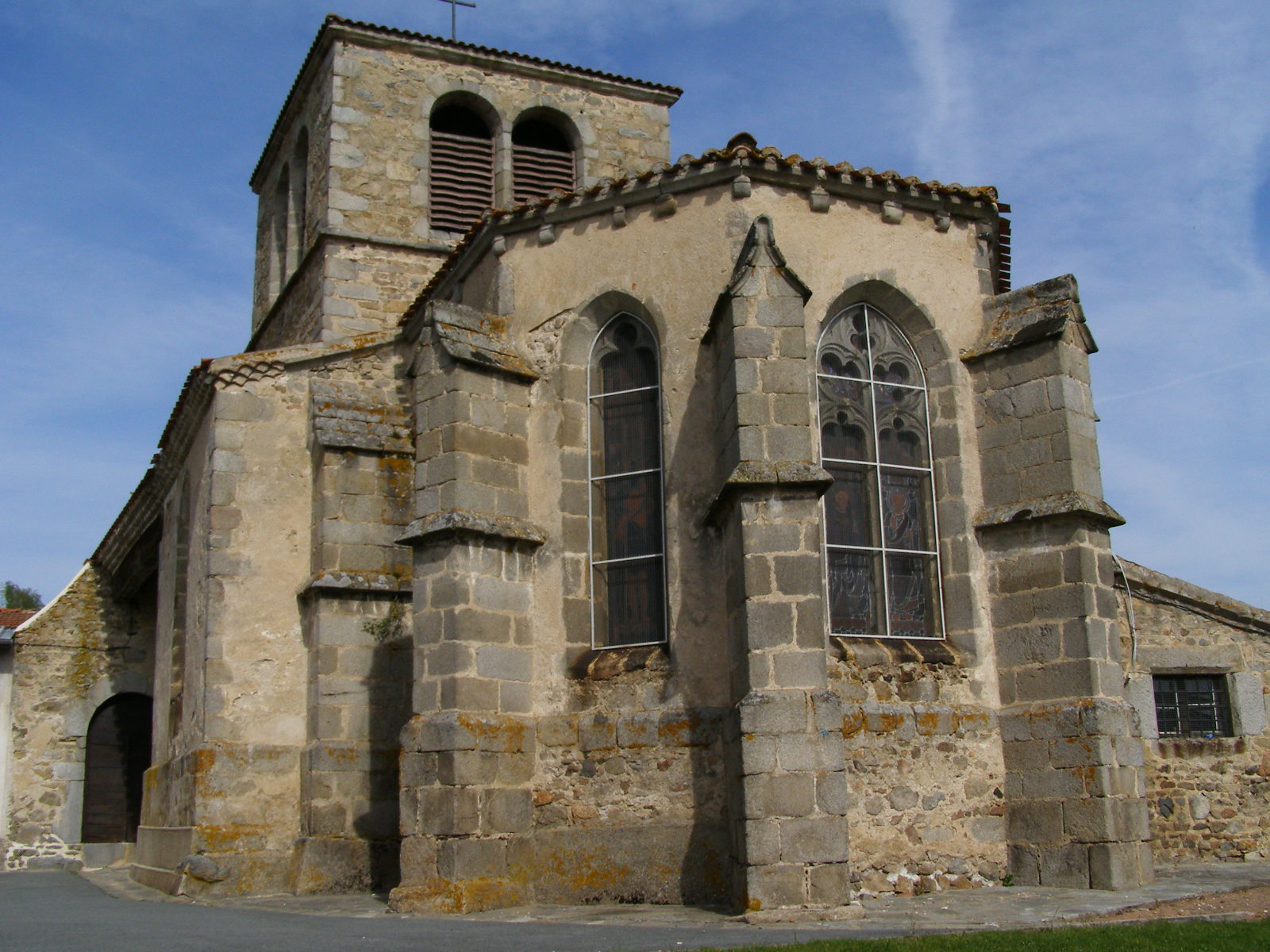
Kerk

Ailleux is een gemeente in het Franse departement Loire (regio Auvergne-Rhône-Alpes) en telt 143 inwoners (1999). De plaats maakt deel uit van het arrondissement Montbrison.

## Geografie
De oppervlakte van Ailleux bedraagt 9,6 km², de bevolkingsdichtheid is 14,9 inwoners per km².
De onderstaande kaart toont de ligging van Ailleux met de belangrijkste infrastructuur en aangrenzende gemeenten.

## Demografie
Onderstaande figuur toont het verloop van het inwonertal (bron: INSEE-tellingen).